# Judi Trott
Judi Trott (Plymouth, 11 november 1962) is een Britse actrice.

## Levensloop
Voordat Trott begon aan haar acteerwerk, volgde ze een opleiding tot danseres aan de Royal Ballet School en een opleiding tot actrice aan het London Studio Centre.
De rol waarmee ze bekend is geworden is die van Lady Marion in de Britse televisieserie Robin of Sherwood. Deze serie, bestaande uit drie seizoenen van in totaal 26 afleveringen, waarvan ze er aan 23 heeft meegewerkt, was een groot succes in de jaren tachtig.
Trott, getrouwd met cameraman Gary Spratling die ze op de set van Robin of Sherwood ontmoette, leidt tegenwoordig een teruggetrokken bestaan als moeder van vier kinderen.
- Virtual International Authority File: 8787154983564367860005